# Lijst van rijksmonumenten in Dordrecht/Wijnstraat
De stad Dordrecht telt 62 inschrijvingen in het rijksmonumentregister die zijn gelegen aan of bij de Wijnstraat. Hieronder een overzicht.
| Object | Oorspronkelijke functie?  | Bouwjaar                                                               | Architect                      | Locatie        | Coördinaten?                  | Nr.?   | Afbeelding                                                                                                   |
| --- | ------------------------- | ---------------------------------------------------------------------- | ------------------------------ | -------------- | ----------------------------- | ------ | --- |
| Pand dat deel uitmaakt van de goede gevelwand: Wijnstraat 9-39 | Woonhuis                  | laatste kwart 18e eeuw                                                 |                                | Wijnstraat 7   | 51° 49' 10" NB, 4° 40' 12" OL | 13980  | Pand dat deel uitmaakt van de goede gevelwand: Wijnstraat 9-39                                               |
| Pand met eenvoudige lijstgevel met empire ramen | Woonhuis                  | midden 19e eeuw                                                        |                                | Wijnstraat 13  | 51° 49' 9" NB, 4° 40' 12" OL  | 13981  | Pand met eenvoudige lijstgevel met empire ramen                                                              |
| Schippershuis | Werk-woonhuis             | 1776 (gevelsteen)                                                      |                                | Wijnstraat 17  | 51° 49' 9" NB, 4° 40' 11" OL  | 13982  | Schippershuis                                                                                                |
| Pand met lijstgevel | Woonhuis                  | tweede/derde kwart 19e eeuw                                            |                                | Wijnstraat 23  | 51° 49' 9" NB, 4° 40' 11" OL  | 13983  | Meer afbeeldingen                                                                                            |
| Pand met lijstgevel met verkropte kroonlijst | Werk-woonhuis             | 1732 (jaartal)                                                         |                                | Wijnstraat 33  | 51° 49' 9" NB, 4° 40' 11" OL  | 13984  | Meer afbeeldingen                                                                                            |
| Pand met lijstgevel met gedateerde, verkropte kroonlijst | Woonhuis                  | 1731                                                                   |                                | Wijnstraat 37  | 51° 49' 9" NB, 4° 40' 11" OL  | 13985  | Pand met lijstgevel met gedateerde, verkropte kroonlijst                                                     |
| Pakhuis met lijstgevel waarin oorspronkelijke raamkozijnen met roedenverdeling en luiken | Woonhuis                  | 18e eeuw                                                               |                                | Wijnstraat 61  | 51° 49' 8" NB, 4° 40' 9" OL   | 13986  | Meer afbeeldingen                                                                                            |
| Pand met puntgevel, oorspronkelijk trapgevel, van het Dordtse type | Woonhuis                  | 1630                                                                   |                                | Wijnstraat 71  | 51° 49' 8" NB, 4° 40' 9" OL   | 13987  | Meer afbeeldingen                                                                                            |
| Pand met halsgevel van het vingboonstype | Woonhuis                  | tweede helft 17e eeuw                                                  |                                | Wijnstraat 83  | 51° 49' 8" NB, 4° 40' 8" OL   | 13988  | Meer afbeeldingen                                                                                            |
| In de kern Laat-Gotisch woonhuis | Woonhuis                  | eerste helft 16e eeuw                                                  |                                | Wijnstraat 85  | 51° 49' 7" NB, 4° 40' 8" OL   | 13989  | Meer afbeeldingen                                                                                            |
| West Indisch Huis | Woonhuis                  | 1735 (jaartal)                                                         |                                | Wijnstraat 87  | 51° 49' 7" NB, 4° 40' 8" OL   | 13990  | Meer afbeeldingen                                                                                            |
| Pand met gave lijstgevel met verkropte kroonlijst met drie consoles | Woonhuis                  | 1768 (jaartal)                                                         |                                | Wijnstraat 89  | 51° 49' 7" NB, 4° 40' 7" OL   | 13991  | Pand met gave lijstgevel met verkropte kroonlijst met drie consoles                                          |
| Pand met lijstgevel met verkropte lijst en empire ramen | Woonhuis                  | laatste kwart 18e eeuw                                                 |                                | Wijnstraat 95  | 51° 49' 7" NB, 4° 40' 7" OL   | 13992  | Meer afbeeldingen                                                                                            |
| Pand met lijstgevel onder een lijst met no 95 | Woonhuis                  | laatste kwart 18e eeuw                                                 |                                | Wijnstraat 97  | 51° 49' 6" NB, 4° 40' 7" OL   | 13993  | Meer afbeeldingen                                                                                            |
| Pand met monumentale lijstgevel, lodewijk | Werk-woonhuis             |                                                                        |                                | Wijnstraat 99  | 51° 49' 6" NB, 4° 40' 7" OL   | 13994  | Meer afbeeldingen                                                                                            |
| Pand met eenvoudige lijstgevel met late empire ramen | Woonhuis                  | midden 19e eeuw                                                        |                                | Wijnstraat 109 | 51° 49' 6" NB, 4° 40' 7" OL   | 13995  | Meer afbeeldingen                                                                                            |
| Het Zeepaert | Werk-woonhuis             |                                                                        |                                | Wijnstraat 113 | 51° 49' 6" NB, 4° 40' 6" OL   | 13996  | Meer afbeeldingen                                                                                            |
| Pand met eenvoudige, gepleisterde lijstgevel met late empire ramen en goede pui | Werk-woonhuis             | eerste helft 19e eeuw                                                  |                                | Wijnstraat 115 | 51° 49' 5" NB, 4° 40' 6" OL   | 13997  | Meer afbeeldingen                                                                                            |
| Bonifatiuskerk | Kerk en kerkonderdeel     | 1823-1826                                                              |                                | Wijnstraat 117 | 51° 49' 5" NB, 4° 40' 6" OL   | 13998  | Meer afbeeldingen                                                                                            |
| De Molen | Werk-woonhuis             | laatste kwart 18e eeuw                                                 |                                | Wijnstraat 121 | 51° 49' 3" NB, 4° 40' 5" OL   | 13999  | Meer afbeeldingen                                                                                            |
| De Onbeschaamde | Woonhuis                  | derde kwart 17e eeuw (woonhuis) mogelijk eerste helft 19e eeuw (stoep) |                                | Wijnstraat 123 | 51° 49' 3" NB, 4° 40' 5" OL   | 14000  | Meer afbeeldingen                                                                                            |
| Dit is in Beverenburgh | Woonhuis                  | 1556                                                                   |                                | Wijnstraat 127 | 51° 49' 3" NB, 4° 40' 5" OL   | 14001  | Meer afbeeldingen                                                                                            |
| De Vier Winden | Werk-woonhuis             |                                                                        |                                | Wijnstraat 137 | 51° 49' 2" NB, 4° 40' 3" OL   | 14002  | Meer afbeeldingen                                                                                            |
| Pand met eenvoudige lijstgevel met zijpilasters, rijk geprofileerde kroonlijst en in de mezzanino vensters, die in de kroonlijst doorlopen                                                                                | Werk-woonhuis             | laatste kwart 18e eeuw                                                 |                                | Wijnstraat 147 | 51° 49' 2" NB, 4° 40' 5" OL   | 14003  | Meer afbeeldingen                                                                                            |
| Pand met monumentale lijstgevel met natuurstenen, nog gotische pui | Woonhuis                  | 1766                                                                   |                                | Wijnstraat 153 | 51° 49' 1" NB, 4° 40' 5" OL   | 14004  | Meer afbeeldingen                                                                                            |
| Henegouwen | Woonhuis                  | 15e eeuw (oorsprong)                                                   |                                | Wijnstraat 155 | 51° 49' 1" NB, 4° 40' 4" OL   | 14005  | Meer afbeeldingen                                                                                            |
| Hoekpand met eenvoudige lijstgevel, gepleisterd. Huis met schilddak | Woonhuis                  | eerste helft 19e eeuw                                                  |                                | Wijnstraat 159 | 51° 49' 0" NB, 4° 40' 5" OL   | 14006  | Meer afbeeldingen                                                                                            |
| Pand met eenvoudige lijstgevel met in de verdieping empire ramen | Woonhuis                  | eerste helft 19e eeuw                                                  |                                | Wijnstraat 161 | 51° 49' 0" NB, 4° 40' 5" OL   | 14007  | Meer afbeeldingen                                                                                            |
| Pand met bakstenen lijstgevel met middenrisaliet en hoekpilasters | Woonhuis                  | tweede kwart 18e eeuw                                                  |                                | Wijnstraat 163 | 51° 48' 60" NB, 4° 40' 4" OL  | 14008  | Meer afbeeldingen                                                                                            |
| Pand met hoge, monumentale lijstgevel | Woonhuis                  | tweede helft 18e eeuw                                                  |                                | Wijnstraat 201 | 51° 48' 56" NB, 4° 40' 2" OL  | 14009  | Upload foto                                                                                                  |
| Pakhuis met lijstgevel, oorspronkelijk trapgevel | Woonhuis                  | tweede helft 17e eeuw                                                  |                                | Wijnstraat 213 | 51° 48' 57" NB, 4° 40' 4" OL  | 14010  | Meer afbeeldingen                                                                                            |
| Pand met eenvoudige lijstgevel | Werk-woonhuis             | eerste helft 19e eeuw                                                  |                                | Wijnstraat 215 | 51° 48' 57" NB, 4° 40' 4" OL  | 14011  | Pand met eenvoudige lijstgevel                                                                               |
| Pand met eenvoudige lijstgevel ter breedte van vier vensterassen | Werk-woonhuis             | tweede helft 18e eeuw                                                  |                                | Wijnstraat 219 | 51° 48' 57" NB, 4° 40' 4" OL  | 14012  | Pand met eenvoudige lijstgevel ter breedte van vier vensterassen                                             |
| Pand met hoge lijstgevel | Werk-woonhuis             | ca. 1800                                                               |                                | Wijnstraat 223 | 51° 48' 56" NB, 4° 40' 3" OL  | 14013  | Pand met hoge lijstgevel                                                                                     |
| Pand met lijstgevel met verkropte lijst | Werk-woonhuis             | 18e eeuw                                                               |                                | Wijnstraat 227 | 51° 48' 56" NB, 4° 40' 3" OL  | 14014  | Pand met lijstgevel met verkropte lijst                                                                      |
| Pand met brede lijstgevel met gesneden kroonlijst | Woonhuis                  | 1731                                                                   |                                | Wijnstraat 36  | 51° 49' 8" NB, 4° 40' 11" OL  | 14015  | Meer afbeeldingen                                                                                            |
| Pand met lodewijk | Werk-woonhuis             | 18e eeuw (schuiframen)                                                 |                                | Wijnstraat 56  | 51° 49' 8" NB, 4° 40' 9" OL   | 14016  | Meer afbeeldingen                                                                                            |
| Pand met tuitgevel met geprofileerd driehoekig topfronton en voluten | Woonhuis                  | eerste kwart 18e eeuw (voluten)                                        |                                | Wijnstraat 58  | 51° 49' 7" NB, 4° 40' 9" OL   | 14017  | Meer afbeeldingen                                                                                            |
| Hoekpand met eenvoudige lijstgevel, waarin Empire schuiframen. Pui gewijzigd | Woonhuis                  | eerste helft 19e eeuw                                                  |                                | Wijnstraat 62  | 51° 49' 7" NB, 4° 40' 9" OL   | 14018  | Meer afbeeldingen                                                                                            |
| Achterhuis met afgeknotte puntgevel en afgewolfd zadeldak en schilddak | Woonhuis                  | mogelijk 18e eeuw                                                      |                                | Wijnstraat 74  | 51° 49' 6" NB, 4° 40' 8" OL   | 14019  | Achterhuis met afgeknotte puntgevel en afgewolfd zadeldak en schilddak                                       |
| Pand met lijstgeveltje met schuiframen | Woonhuis                  | ca. 1800                                                               |                                | Wijnstraat 80  | 51° 49' 6" NB, 4° 40' 8" OL   | 14020  | Meer afbeeldingen                                                                                            |
| Pand met monumentale lijstgevel ter breedte van zeven vensterassen | Woonhuis                  | 1735                                                                   |                                | Wijnstraat 82  | 51° 49' 6" NB, 4° 40' 8" OL   | 14021  | Meer afbeeldingen                                                                                            |
| Pand met hardstenen, gebosseerde lodewijk | Woonhuis                  | 17e/18e eeuw                                                           |                                | Wijnstraat 88  | 51° 49' 5" NB, 4° 40' 8" OL   | 14022  | Meer afbeeldingen                                                                                            |
| Pand met lijstgevel | Woonhuis                  | 1717 / mogelijk 18e eeuw                                               |                                | Wijnstraat 98  | 51° 49' 5" NB, 4° 40' 7" OL   | 14023  | Meer afbeeldingen                                                                                            |
| Pand met afgeknotte gevel van het Dordtse type | Woonhuis                  | mogelijk 17e eeuw                                                      |                                | Wijnstraat 110 | 51° 49' 4" NB, 4° 40' 7" OL   | 14024  | Meer afbeeldingen                                                                                            |
| Pand met Dordtse trapgevel met sierankers | Woonhuis                  | midden 17e eeuw (trapgevel) 18e eeuw (pui en schilddak)                |                                | Wijnstraat 126 | 51° 49' 3" NB, 4° 40' 6" OL   | 14025  | Meer afbeeldingen                                                                                            |
| Pand met lijstgevel met geprofileerde puibalk, waaronder moderne pui | Woonhuis                  | midden 19e eeuw                                                        |                                | Wijnstraat 130 | 51° 49' 3" NB, 4° 40' 6" OL   | 14026  | Pand met lijstgevel met geprofileerde puibalk, waaronder moderne pui                                         |
| Pand met statige lijstgevel van souterrain, parterre, twee verdiepingen en attiekverdieping | Woonhuis                  | midden 19e eeuw                                                        |                                | Wijnstraat 138 | 51° 49' 1" NB, 4° 40' 5" OL   | 14027  | Pand met statige lijstgevel van souterrain, parterre, twee verdiepingen en attiekverdieping                  |
| Pand met hoog schilddak en gepleisterde lijstgevel | Werk-woonhuis             | eerste helft 19e eeuw                                                  |                                | Wijnstraat 154 | 51° 48' 60" NB, 4° 40' 5" OL  | 14030  | Meer afbeeldingen                                                                                            |
| Leeszaal | Bestuursgebouw en onderdl | 1841 (gevel) 1551 (klok)                                               |                                | Wijnstraat 158 | 51° 48' 58" NB, 4° 40' 5" OL  | 14031  | Meer afbeeldingen                                                                                            |
| Hoekpand voorzien van halsgevel met bakstenen vleugelstukken, natuurstenen contourbanden, voluten en fronton | Woonhuis                  | laatste kwart 17e eeuw                                                 |                                | Wijnstraat 166 | 51° 48' 57" NB, 4° 40' 5" OL  | 14032  | Hoekpand voorzien van halsgevel met bakstenen vleugelstukken, natuurstenen contourbanden, voluten en fronton |
| Pand met bakstenen lijstgevel met hardstenen bekleed souterrain, hardstenen en houten sierdelen | Werk-woonhuis             | derde kwart 19e eeuw                                                   |                                | Wijnstraat 170 | 51° 48' 56" NB, 4° 40' 4" OL  | 14033  | Meer afbeeldingen                                                                                            |
| Twee huizen: links met trapgevel en rechts met lijstgevel | Woonhuis                  | 18e eeuw (links) tweede helft 18e eeuw (rechts)                        |                                | Wijnstraat 172 | 51° 48' 56" NB, 4° 40' 4" OL  | 14034  | Meer afbeeldingen                                                                                            |
| Pand met eenvoudige lijstgevel met machinale steen bekleed | Woonhuis                  | tweede kwart 18e eeuw                                                  |                                | Wijnstraat 174 | 51° 48' 56" NB, 4° 40' 4" OL  | 14035  | Meer afbeeldingen                                                                                            |
| Pand van belang om het schilddak | Woonhuis                  | 17e-18e eeuw                                                           |                                | Wijnstraat 182 | 51° 48' 56" NB, 4° 40' 3" OL  | 14036  | Meer afbeeldingen                                                                                            |
| Huis, waarvan de voorgevel in twee gedeelten is gebouwd. Breedte vier assen. De achtergevel aan de Wijnhaven heeft een overkraagd bovendeel in vakwerk. In de verdieping Empire schuiframen. Hoog schilddak. Oud hijsluik | Woonhuis                  | 15e eeuw (oorsprong) 18e eeuw (gewijzigd)                              |                                | Wijnstraat 184 | 51° 48' 55" NB, 4° 40' 3" OL  | 14037  | Meer afbeeldingen                                                                                            |
| Pand met lijstgevel in stijl lodewijk | Woonhuis                  | 17e eeuw ca. 1800                                                      |                                | Wijnstraat 188 | 51° 48' 55" NB, 4° 40' 3" OL  | 14038  | Meer afbeeldingen                                                                                            |
| Huis Cronenburch | Woonhuis                  | 1906                                                                   | B. van Bilderbeek              | Wijnstraat 134 | 51° 49' 2" NB, 4° 40' 6" OL   | 522345 | Huis Cronenburch                                                                                             |
| Kantoorgebouw met conciërgewoning | Handel en kantoor         | 1896                                                                   | H.A. Reus                      | Wijnstraat 168 | 51° 48' 57" NB, 4° 40' 5" OL  | 522346 | Kantoorgebouw met conciërgewoning                                                                            |
| Voormalig bankgebouw in Overgangsarchitectuur | Handel en kantoor         | 1906                                                                   | Gebroeders Van Gendt A.L. zn.  | Wijnstraat 209 | 51° 48' 58" NB, 4° 40' 4" OL  | 522347 | Meer afbeeldingen                                                                                            |
| Voormalig bankgebouw in Overgangsstijl | Handel en kantoor         | 1905 (rechterdeel)                                                     | H.A. Reus                      | Wijnstraat 239 | 51° 48' 56" NB, 4° 40' 1" OL  | 522348 | Meer afbeeldingen                                                                                            |
| Voormalig tuinhuis in de stijl van het neoclassicisme | Tuin, park en plantsoen   | 1864                                                                   | B. van Bilderbeek (verbouwing) | Wijnstraat 107 | 51° 49' 6" NB, 4° 40' 7" OL   | 522380 | Voormalig tuinhuis in de stijl van het neoclassicisme                                                        |